# 孝真雙線䲁
孝真雙線䲁（學名：Enneapterygius hsiojenae），為輻鰭魚綱䲁形目三鰭䲁科的其中一種，是由沈世傑於1994年所描述，為紀念沈從文的妻子林孝珍而命名 It is found around Taiwan and off the coast of Vietnam.，分布於西太平洋區的台灣北部海域，棲息深度1-6公尺，本魚體型小呈圓柱形，側線鱗有孔18-20個，有缺刻的鱗17-19個，體色淡或淡黃色，第二、第三背鰭和尾鰭下有4條棕黃色或紅棕色橫帶，胸鰭基部後面有棕黑色或黑色的馬鞍斑，頭部呈淺色，有散佈的黑色素細胞，有些雄魚有密集的斑點，像整個頭部戴著黑色面具，背鰭紅色到橙色，第二背膜在基部附近呈暗色，其餘鰭為淡黃色至黃色，背鰭硬棘17枚、背鰭軟條10枚、臀鰭硬棘1枚、臀鰭軟條19-20枚，體長可達3公分，棲息在岩岸潮間帶，以藻類為食，不具食用價值。

## 扩展阅读
維基物種上的相關：孝真雙線䲁
1. 1 2  Holleman, W.; Williams, J. . The IUCN Red List of Threatened Species. 2014, 2014: e.T189746A1935786  [19 November 2021]. doi:10.2305/IUCN.UK.2014-3.RLTS.T189746A1935786.en .
2. ↑  Eschmeyer, William N.; Fricke, Ron & van der Laan, Richard (编). . Catalog of Fishes. California Academy of Sciences.   [18 May 2019].
3. ↑  Christopher Scharpf; Kenneth J. Lazara. . The ETYFish Project Fish Name Etymology Database. Christopher Scharpf and Kenneth J. Lazara. 29 January 2019  [18 May 2019].